# Siluriano
| Devoniano                                                                                           | Inferiore     | Lochkoviano | Più recente |
| Siluriano                                                                                           | Pridoliano    | -           | 422,7±1,6   |
| Siluriano                                                                                           | Ludloviano    | Ludfordiano | 425,0±1,5   |
| Siluriano                                                                                           | Ludloviano    | Gorstiano   | 426,7±1,5   |
| Siluriano                                                                                           | Wenlock       |             |             |
| Siluriano                                                                                           | Homeriano     | 430,6±1,3   |             |
| Siluriano                                                                                           | Sheinwoodiano | 432,9±1,2   |             |
| Siluriano                                                                                           | Llandovery    |             |             |
| Siluriano                                                                                           | Telychiano    | 438,6±0,1   |             |
| Siluriano                                                                                           | Aeroniano     | 440,5±1,0   |             |
| Siluriano                                                                                           | Rhuddaniano   | 443,1±0,9   |             |
| Ordoviciano                                                                                         | Superiore     | Hirnantiano | Più antico  |
| Suddivisione del sistema del Siluriano secondo la Commissione internazionale di stratigrafia (ICS). |               |             |             |

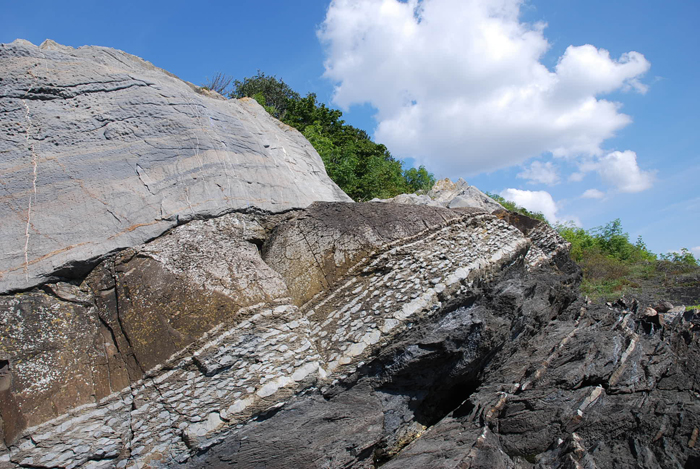
Isola di Hovedøya (Norvegia): contatto fra calcari granulari ordoviciani (chiari) e argilliti scure del Siluriano; la successione si presenta rovesciata essendo coinvolta nell'orogenesi caledoniana.

Nella scala dei tempi geologici, il Siluriano, meno comunemente "Silurico", dal nome dell'antico popolo gallese dei Siluri, nel cui territorio furono individuate le rocce sedimentarie tipiche di questa età, è il terzo dei sei periodi in cui è suddivisa l'era del Paleozoico, che a sua volta è la prima delle tre ere in cui è suddiviso l'eone Fanerozoico.
Il Siluriano è compreso tra 443,1 ± 0,9 e 419,62 ± 1,36 milioni di anni fa (Ma), preceduto dall'Ordoviciano e seguito dal Devoniano.

## Suddivisione
La Commissione Internazionale di Stratigrafia, riconosce per il Siluriano una suddivisione in quattro Epoche e otto Età, o piani, ordinati dal più recente al più antico secondo il seguente schema:
- Pridoli (422,7 ± 1,6 - 419,62 ± 1,36 Ma)
- Ludlow (426,7 ± 1,5 - 422,7 ± 1,6 Ma)
  - Ludfordiano (425,0 ± 1,5 - 422,7 ± 1,6 Ma)
  - Gorstiano (426,7 ± 1,5 -  425,0 ± 1,5 Ma)
- Wenlock (432,9 ± 1,2 - 426,7 ± 1,5 Ma)
  - Homeriano (430,6 ± 1,3 - 426,7 ± 1,5  Ma)
  - Sheinwoodiano (432,9 ± 1,2 - 430,6 ± 1,3  Ma)
- Llandovery (443,1 ± 0,9 - 432,9 ± 1,2 Ma)
  - Telychiano (438,3 ± 0,1 - 432,9 ± 1,2 Ma)
  - Aeroniano (440,5 ± 1,0 - 438,6 ± 0,1 Ma)
  - Rhuddaniano (443,1 ± 0,9 - 440,5 ± 1,0 Ma)

## Definizioni stratigrafiche e GSSP
La base del Siluriano, che coincide con quella del Llandovery e del suo primo piano, il Rhuddaniano, è data dalla prima comparsa negli orizzonti stratigrafici dei graptoliti della specie Parakidograptus acuminatus e Akidograptus ascensus.
Il limite superiore, nonché base del successivo Devoniano, è dato dalla comparsa dei graptoliti della specie Monograptus uniformis.

### GSSP
Il GSSP, il profilo stratigrafico di riferimento della Commissione Internazionale di Stratigrafia, è identificato in una sezione del Dob's Linn, presso Moffat, in Scozia.

## Paleogeografia
Durante il Siluriano, la Gondwana continuò il suo lento spostamento verso sud, anche se le calotte di ghiaccio furono meno estese che durante l'ultima glaciazione Ordoviciana, tanto che la fusione delle calotte ghiacciate contribuì all'innalzamento del livello dei mari, come è testimoniato dal fatto che i sedimenti del Siluriano si sono sovrapposti a quelli erosi dell'Ordoviciano.
I continenti della Gondwana rimasero uniti tra loro, mentre altri cratoni si spostarono verso l'equatore iniziando la formazione del supercontinente chiamato Euramerica. Quando la proto-Europa entrò in collisione con il Nord America, la forza esercitata dall'urto provocò il corrugamento dei sedimenti costieri che si erano accumulati a partire dal Cambriano al largo delle coste orientali del Nord America e occidentali dell'Europa. Questo evento, noto come orogenesi caledoniana, portò alla formazione delle lunghe catene montuose che si estendono tra lo stato di New York, la Groenlandia e la Norvegia.
Il vasto oceano della Pantalassa ricopriva gran parte dell'emisfero Nord, circondato da altri oceani minori come l'oceano Tetide, attraverso le sue due fasi di Prototetide e Paleotetide, l'Oceano Reico, lo sbocco dell'Oceano Giapeto tra la Avalonia e la Laurentia e il neonato Oceano Uralico, compreso tra i due continenti di Siberia e Baltica. Alla fine del Siluriano i livelli marini ricominciarono a scendere lasciando come tracce ampi bacini evaporitici e le neonate catene montuose iniziarono a subire i processi di erosione.

## Fauna
Dopo le estinzioni di massa della fine dell'Ordoviciano, molti dei taxa che erano stati quasi decimati, ripresero l'espansione.
Il clima caldo e umido favorì lo sviluppo della vita marina. Fecero la loro prima comparsa le barriere coralline, costruite dai coralli Tabulati e dai tetracoralli dell'ordine Rugosa, entrambi ora estinti.
Le Trilobiti, anche se non estinte non recuperarono più i livelli precedenti, mentre si assisté alla grande espansione dei brachiopodi, gasteropodi, bivalve, briozoi, crinoidi, acritarchi e graptoliti. In particolare questi ultimi, pressoché estinti alla fine dell'Ordoviciano, passarono da 12 a circa 60 specie durante i primi cinque milioni di anni del Siluriano. 
I pesci conobbero una grande espansione e differenziazione; comparvero i primi pesci ossei, gli Osteitti, i placodermi e in particolare gli Acanthodii già ricoperti di squame, e si arrivò allo sviluppo della mandibola mobile, derivata dalla modifica del supporto delle branchie frontali.
Da registrare anche la radiazione degli agnati, già presenti nell'Ordoviciano e la conquista delle terre emerse da parte di miriapodi e scorpioni, questi ultimi derivati dagli Eurypterida, gli scorpioni marini.

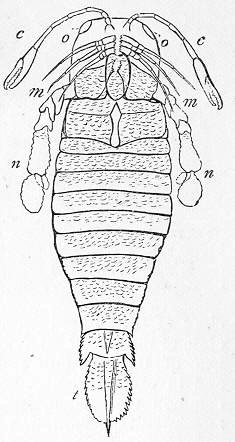
Pterygotus
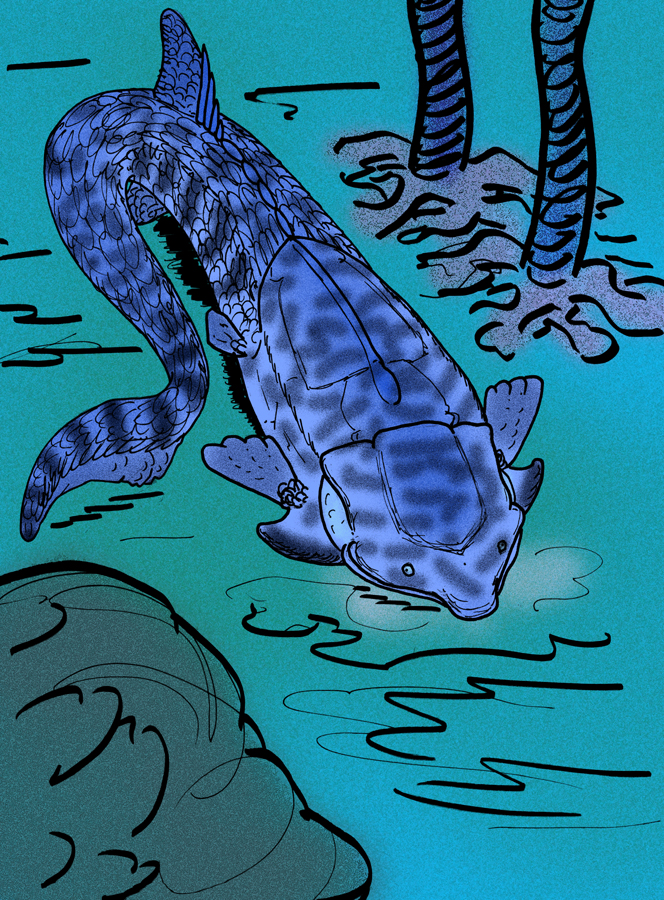
Silurolepis
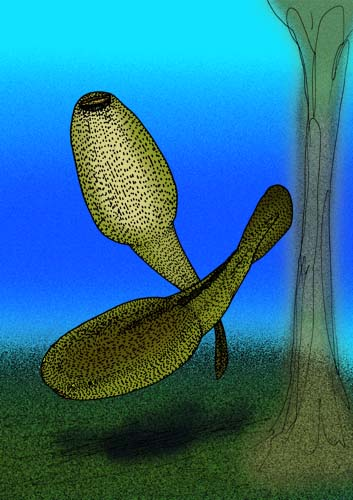
Lepidaspis
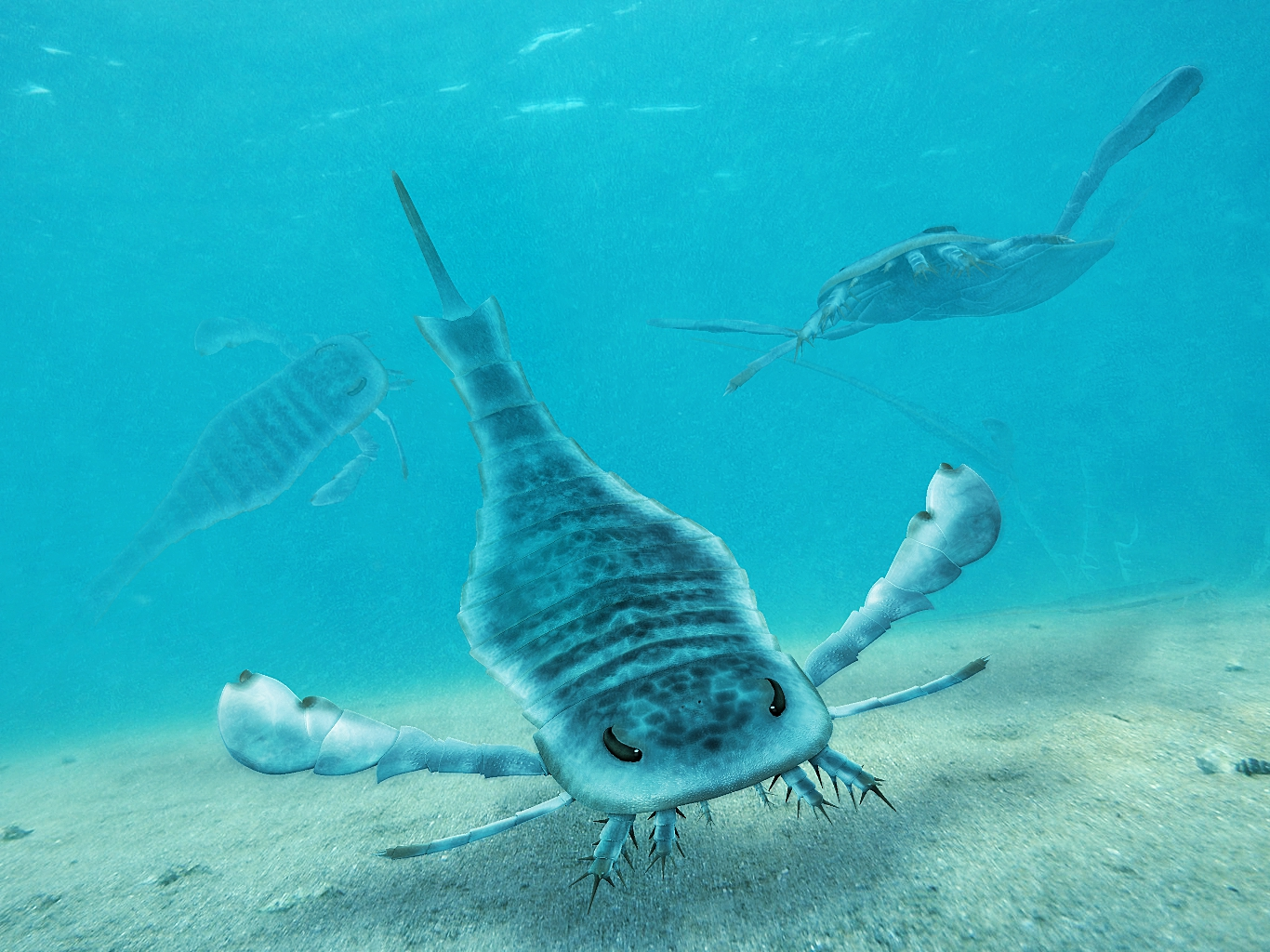
Eurypterus
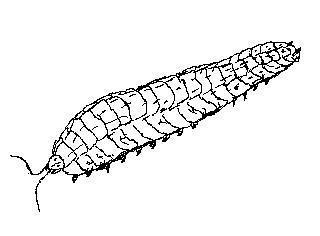
Eoarthropleura
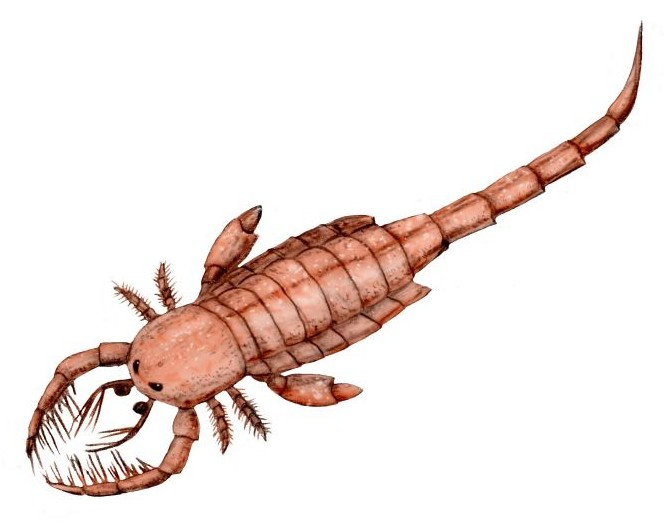
Mixopterus
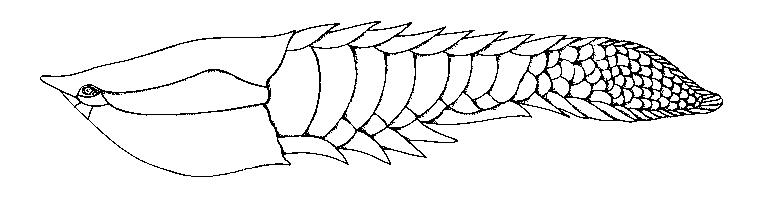
Poraspis

## Flora

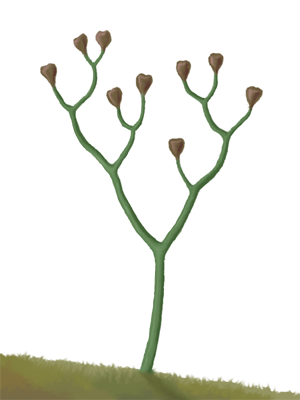
La Cooksonia, la prima pianta vascolare del medio Siluriano.

Il Siluriano fu il primo periodo di cui abbiamo macrofossili di grandi bioti terrestri, che formarono distese di muschi sul bordo di laghi e corsi d'acqua.
I primi esemplari di fossili di piante vascolari, cioè piante terrestri con tessuti in grado di trasportare il nutrimento, risalgono a questo periodo. I più antichi rappresentanti di questo genere sono la Cooksonia, perlopiù nell'emisfero settentrionale, e la Baragwanathia in Australia. Successivamente comparvero le prime piante dotate di xilema e floema, ma ancora senza differenziazione nelle radici, nello stelo o nelle foglie, come le Psilophyta ramificate che si riproducevano per spore e probabilmente erano in grado di effettuare la fotosintesi clorofilliana nei tessuti esposti alla luce.

Tuttavia né i muschi, né le piante vascolari erano dotati di radici profonde.

## Il Siluriano in Italia
Rocce risalenti al Siluriano sono presenti in Italia principalmente in Sardegna e nelle Alpi Carniche, localmente anche altrove (p.es. nella Sicilia settentrionale). Queste formazioni, di origine marina, contengono molti fossili di invertebrati come i graptoliti, animali che vivevano in colonie sospese nell'acqua, e i nautiloidi, molluschi cefalopodi dotati di conchiglia la cui lunghezza poteva arrivare ad alcuni metri (ad esempio Columenoceras grande).

## Ipotesi siluriana
L'ipotesi siluriana o siluriano-ordoviciana è un esperimento mentale che valuta la capacità della scienza moderna di rilevare le prove di una precedente civiltà avanzata, forse diversi milioni di anni fa, ad esempio nel siluriano, o nel periodo di transizione tra ordoviciano e siluriano, distrutta in questo caso dalla grande estinzione di massa.
In un articolo del 2018, Adam Frank, astrofisico dell'Università di Rochester, e Gavin Schmidt, direttore del Goddard Institute for Space Studies, hanno immaginato una civiltà avanzata prima degli umani e si sono chiesti se sarebbe stato "possibile rilevare una civiltà industriale nella documentazione geologica". Hanno scritto che "sebbene dubitiamo fortemente che una civiltà industriale precedente sia esistita prima della nostra, porre la domanda in un modo formale articolando esplicitamente quale potrebbe essere la prova di una tale civiltà solleva utili domande relative sia all'astrobiologia che agli studi sull'antropocene".
Viene rilevata comunque l'estrema difficoltà di dimostrare una tale esistenza a causa del fatto che i resti archeologici sarebbero quasi inesistenti dopo molti milioni di anni. Gli unici resti possibili sarebbero dell'inquinamento prodotto rilevabile nella stratigrafia. Essa è stata utilizzata anche nella cultura popolare, come topos di mondo perduto, oppure nella serie fantascientifica sul viaggio nel tempo Doctor Who, in cui sono presenti dei "siluriani" sopravvissuti grazie all'ibernazione.